# Snowdome
Snowdome（スノードーム）は、木村カエラのメジャー8枚目のシングルで、2007年1月17日にコロムビアミュージックエンタテインメントから発売された。

## 解説
- 3rdアルバム『Scratch』の先行シングル（2曲ともアルバムに収録される）。初回限定盤はライブから2曲収録されたDVDとの2枚組。
- 「Snowdome」はストレートなラブソングであるが、本人はそのような意識はないらしく、アイドルっぽい曲をBEAT CRUSADERSが作ってきたので、それっぽい詞を書いた結果「切ないラブソング」になってしまったとのことである。
- 「Snowdome」のジャケット写真は、水中を横から写せるプールが必要になり、条件にあう場所を探し、ピッタリだったラブホテルのプールを使用して撮影した。

## 曲目
1. Snowdome
  - 作詞：木村カエラ／作曲：BEAT CRUSADERS／編曲：渡邊忍、BEAT CRUSADERS
  - JR東日本「JR SKISKI」CMソング（本人もCMに出演）
2. Ground Control
  - 作詞・作曲・編曲：Jez Ashurst
  - 東芝「gigabeat」CMソング(本人もCMに出演）
3. Snowdome（instrumental）
4. Ground Control（instrumental）

## 収録アルバム
- Scratch (#1,2、#2はAlbum Mix)
- 5years (#1)

## カバー
Snowdome
- 美吉田月 - 2008年12月10日発売のアルバム『LOVE GIFT～pure flavor extra～』にてカバー。
- 萩原雪歩（CV：浅倉杏美） - 2015年7月8日発売のアルバム『THE IDOLM@STER MASTER ARTIST 3 09 萩原雪歩』にてカバー。